# Gertrudis Segovia
Gertrudis Segovia Álvarez (c. 1875-1945) fue una escritora española.

## Biografía
Nacida a finales del siglo XIX en Sevilla, al parecer hacia 1875, era hija del conde de Casa-Segovia, Gonzalo Segovia y Ardizone, y de Natalia Álvarez Guijarro. Pasó parte de su vida en Buenos Aires. Comenzó su vida literaria con la publicación de composiciones poéticas en periódicos y revistas y la continuó con la publicación de varios libros, como Poesías (Madrid, 1911), Cuentos de niños (Madrid, 1912), Mientras la nieve cae (Madrid 1912) y la novela Juan de Mendoza (Madrid, 1914). Contrajo matrimonio en las islas Canarias con el médico Diego Guigou y su actividad literaria menguó. Falleció en 1945.